# Herrerismo
El herrerismo es un sector político del Partido Nacional (Uruguay).

## Orígenes
Este movimiento, de dilatada historia, tiene sus orígenes en el liderazgo del Dr. Luis Alberto de Herrera, quien ocupara destacadas posiciones a lo largo de medio siglo de trayectoria política. Para entender los orígenes e historia del Herrerismo, es imprescindible conocer la trayectoria de Herrera, caudillo ciudadano por definición.
En 1958, con motivo de las históricas elecciones que ganara el Partido Nacional por primera vez en el siglo XX, Herrera recorrió el país haciendo campaña electoral, acompañado de su nieto de 17 años, Luis Alberto Lacalle. Al año siguiente, una vez instalado el Consejo Nacional de Gobierno con mayoría herrerista en el poder, fallece Herrera.
En lo sucesivo, estaría dirigido por Martín Echegoyen y otras figuras que no alcanzaron nunca la estatura de Herrera, y el sector fue decayendo en respaldo electoral. Esto se hizo notorio en las elecciones de 1971, en las cuales el movimiento Por la Patria no solo alcanzó las primeras posiciones en el partido, sino que además convocó a numerosos dirigentes herreristas de primera línea.
Hacia 1973, debido a las rencillas internas entre antigolpistas (leales a Heber) y echegoyenistas (tres ministros leales a Echegoyen permanecieron en el gabinete de Bordaberry después del golpe de Estado), el sector prácticamente se había desdibujado.

## 1973-actualidad
Durante la dictadura de 1973-1985, Luis Alberto Lacalle inicia una acción opositora a la misma. Va convocando a nacientes figuras de la política, crea el Consejo Nacional Herrerista, que comparece en las elecciones internas de 1982. Luego, en las elecciones de 1984, conquista dos bancas en el Senado (el propio Lacalle y Francisco Mario Ubillos). En 1987, el también senador Dardo Ortiz se une a Lacalle, y entre ambos refundan el sector con el nombre de Herrerismo.
En las elecciones de 1989, ganadas por Lacalle, el sector conquista los primeros lugares en las preferencias electorales blancas, obteniendo 6 escaños en el Senado y 24 diputados. Es de destacar que dos de los más importantes senadores del Herrerismo en esa instancia, habían sido también los principales senadores de Por la Patria en 1971: Dardo Ortiz y Walter Santoro.
En el curso de los años 1990, se afirma una nueva época en el Herrerismo, con ideas libremercadistas y privatizadoras.
De cara a los comicios de 1994, hubo un desgajamiento importante, la Confluencia Herrero-Wilsonista, liderado por Alberto Volonté y Walter Santoro; coaligados con Propuesta Nacional, comparecieron bajo el nombre de "Manos a la Obra". Por su parte, el Herrerismo presentó como candidato presidencial a Juan Andrés Ramírez y tuvo dos listas al senado, una encabezada por Luis Alberto Heber y la otra por Ignacio de Posadas. El Partido Nacional tuvo el 29,8% de los votos, de los que 12,5 % fueron al Herrerismo, y perdió en un virtual triple empate con el Partido Colorado.
En 1999, Lacalle vuelve a comparecer como candidato presidencial; en las elecciones de octubre, el Partido Nacional en conjunto tuvo una mala votación, pero a su vez el Herrerismo recuperó posiciones internas. Obtuvo cinco de los siete senadores blancos: Lacalle, Luis Alberto Heber, Julia Pou, Juan Chiruchi y Guillermo García Costa.
En 2004, como Lacalle perdió la postulación a la candidatura única del partido, no se postuló a cargos electivos; y en las elecciones de octubre el Herrerismo obtuvo tres bancas en el Senado para Heber, Penadés y Chiruchi.
Durante los primeros años de la administración de Tabaré Vázquez, Lacalle se mantuvo relativamente apartado de los cuadros de dirección del Herrerismo, si bien su presencia mediática fue permanente. Se habló mucho de la eventual postulación presidencial de Luis Alberto Heber, Juan Chiruchi y Carmelo Vidalín (este incluso abandonó el Herrerismo para explorar por un tiempo un camino electoral propio). Hasta que, gracias a una buena figuración en las encuestas, Lacalle volvió a encabezar la columna electoral herrerista de cara a las elecciones internas de 2009; siendo así, en julio de 2008 anunció el lanzamiento del movimiento Unidad Nacional, integrado también con Correntada Wilsonista.
En la década de 2010, hubo dirigentes que se alejaron del Herrerismo, otros que ingresaron; pero en lo fundamental, se ha mantenido un núcleo de dirigentes afines a Lacalle; cabe nombrar a Luis Alberto Heber, Gustavo Penadés y Jaime Trobo.
Para las elecciones de octubre de 2009, realizó un acuerdo con el grupo Concordia Nacional, encabezado por Ignacio de Posadas y Ana Lía Piñeyrúa, que implica la presentación de listas comunes en la mayoría de los departamentos. En Montevideo concurrirán con la clásica Lista 71.
En las elecciones de octubre de 2014, vuelve a comparecer en el departamento de Montevideo con la Lista 71, obteniendo 1 banca en el Senado de la República, ejercida por Luis Alberto Heber, y 3 bancas en la Cámara de Representantes, ejercidas por Gustavo Penadés, Jaime Trobo y Gloria Rodríguez Santo.
De cara al ciclo electoral de 2019, ha recibido múltiples adhesiones, entre las más relevantes, el senador José Carlos Cardoso y el diputado por Canelones, Sebastián Andujar.
Previo a las Elecciones Nacionales del año 2019, el Herrerismo realizó un acuerdo con el Grupo de los Intendentes, gracias al cual obtuvo 3 senadores: Luis Alberto Heber (quien posteriormente asumió como Ministro de Transporte y Obras Públicas, ocupando su lugar Gustavo Penadés), Sergio Botana y Gloria Rodríguez. En la Cámara de Representantes se obtuvieron 6 bancas, ocupadas por Andrés Abt, Sebastián Andújar, Rodrigo Blás, Alfredo de Mattos, Mario García y Juan Martín Rodríguez.
De cara a las elecciones internas de 2024, la presidenta de la Departamental de Montevideo del Partido Nacional en 2022, y quien fuera la candidata única de la coalición multicolor a la intendencia de Montevideo en las elecciones departamentales de 2020, Laura Raffo, comienza a ser propulsada por el Herrerismo como precandidata nacionalista, también obteniendo el apoyo de Alianza Nacional el 15 de mayo, y el Movimiento Nacional de Rocha a inicios de junio a su precandidatura, bajo el sector político Sumar. Resultando con la obtención del segundo lugar en la interna blanca con 19,2% ante el 74,4% de Álvaro Delgado bajo el sector Uruguay para adelante.
Luego de que se decidiera que Luis Alberto Heber iría como suplente del presidente Luis Lacalle Pou en el primer lugar de la lista al Senado, pese a que se había acordado que sería la exprecandidata la que ocuparía ese lugar, Raffo comunicó su decisión de alejarse del Herrerismo y su adhesión a Alianza País siendo recibida por Javier García líder del sector y actual ministro, días después la senadora Gloria Rodríguez también se alejó del sector herrerista.

## Ideología
Históricamente, el Herrerismo sustentaba posiciones tradicionalistas, imbuido del pasado nacional. Era, además, americanista, y se oponía al imperialismo. De hecho, se oponía al proyecto reformista y liberal de Luis Batlle Berres.
Pero con el tiempo, muchas de estas posturas fueron girando hacia el conservadurismo liberal fruto, en parte, del final de la Guerra Fría. En la década de 1990 el Herrerismo adhirió a las políticas promercado. Así, en la ideología del Herrerismo hay actualmente una firme actitud favorable a la libre empresa y la defensa de los derechos individuales.
Durante el gobierno de Lacalle, si bien su Ley de Empresas Públicas (que privatizaba parcialmente ANTEL) fue derogada en un referéndum, se instaló en el ámbito político uruguayo un intenso debate sobre la liberalización de la economía a todo nivel, debate que se extiende hasta hoy en día.